# Лошвиц
Лошвиц — район в одноименном округе Дрездена. С 1921 года Лошвиц является одним из дачных районов Дрездена на правом северо-восточном берегу Эльбы; до этого Лошвиц был независимым муниципалитетом.
На противоположном берегу Эльбы находится Блазевиц, с которым Лошвиц соединен мостом. который называют Голубое чудо.
В Лошвице расположены: Дрезденская подвесная дорога, старейшая горная подвесная дорога в мире, и Дрезденский фуникулёр, на горной станции которого расположена смотровая площадка Луизенхоф.
Впервые упоминается в источниках как Луцвиц в 1227 году; современное наименование топонима впервые появилось в 1571 году.
С XVIII века виноградники Лошвица стали привлекать богатых аристократов, дрезденских знаменитостей и художников, которые строили здесь свои винодельни и дачи. В XIX веке здесь появились Эльбские замки. В числе владельцев участков в Лошвице были:  Граль, Август, Гюбнер, Юлиус, Динглингер, Иоганн Мельхиор, Кёрнер, Карл Теодор, Кюгельген, Герхард фон, Шютц, Генрих, потомки предпринимателя Карла Цейсса. Здесь жили Тео Адам и Петер Шрайер.
В Лошвице Манфред фон Арденн основал институт.
В Лошвице есть несколько участков, созданных для учебных и исследовательских целей. Имеются также большие ландшафтные охраняемые территории (LSG) на склонах Эльбы: Дрезден-Пирна и Шёнфельдер-Хохланд, Дрезденские луга и старицы Эльбы и Дрезденская пустошь.
Также здесь находится кладбище Лошвиц.